# Список высших учебных заведений Германии

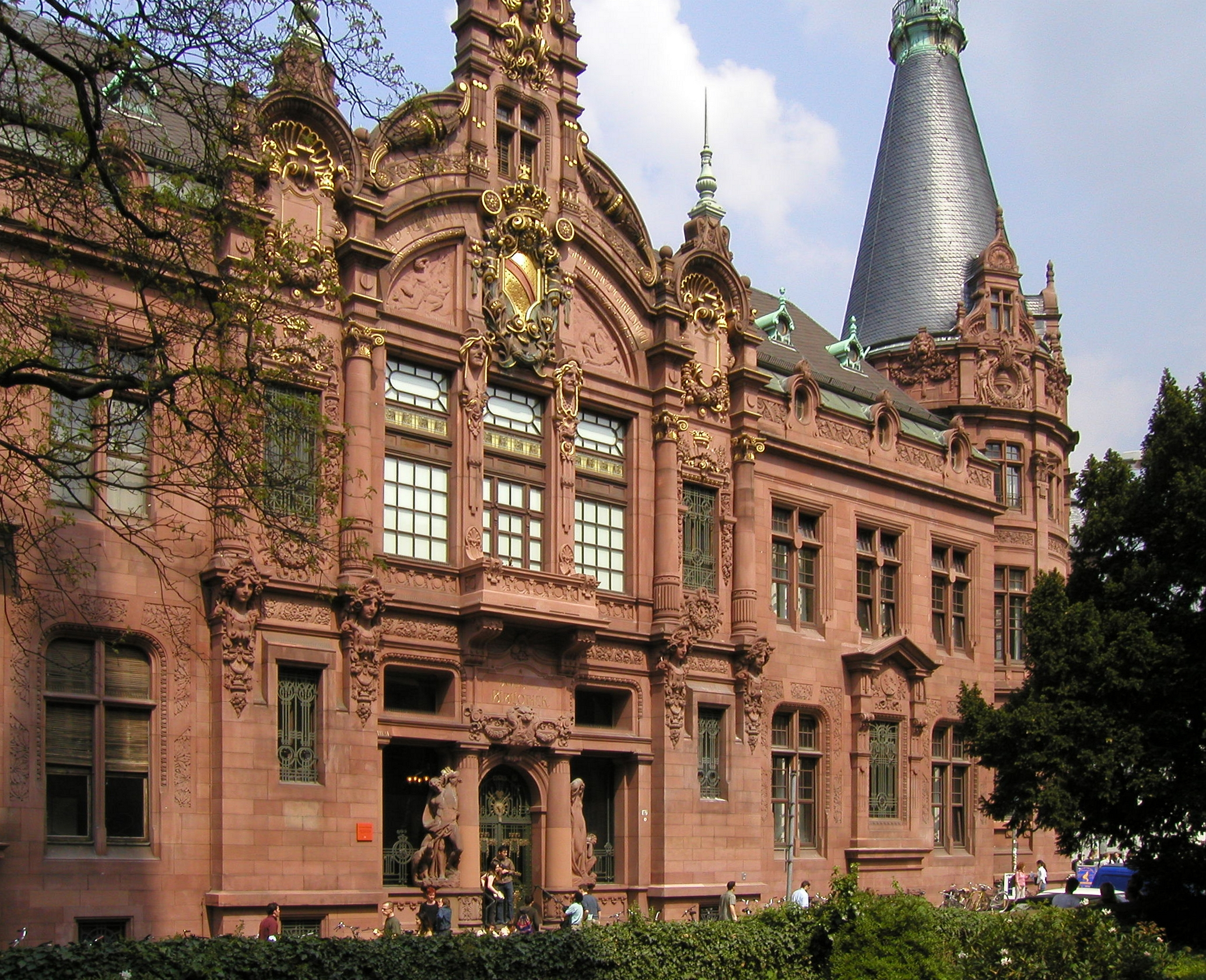
Здание университетской библиотеки Гейдельбергского университета

Список высших учебных заведений Германии содержит существующие государственные и на государственном уровне признанные университеты в Германии.
В зимнем семестре 2017/18 в Германии насчитывалось 428 высших учебных заведений. Из них 106 университетов, 6 педагогических высших учебных заведений (нем. Pädagogische Hochschule), 16 теологических высших учебных заведений (нем. Theologische Hochschule), 53 академий художеств (нем. Kunsthochschule) и других высших учебных заведений.

## Старейшие университеты Германии

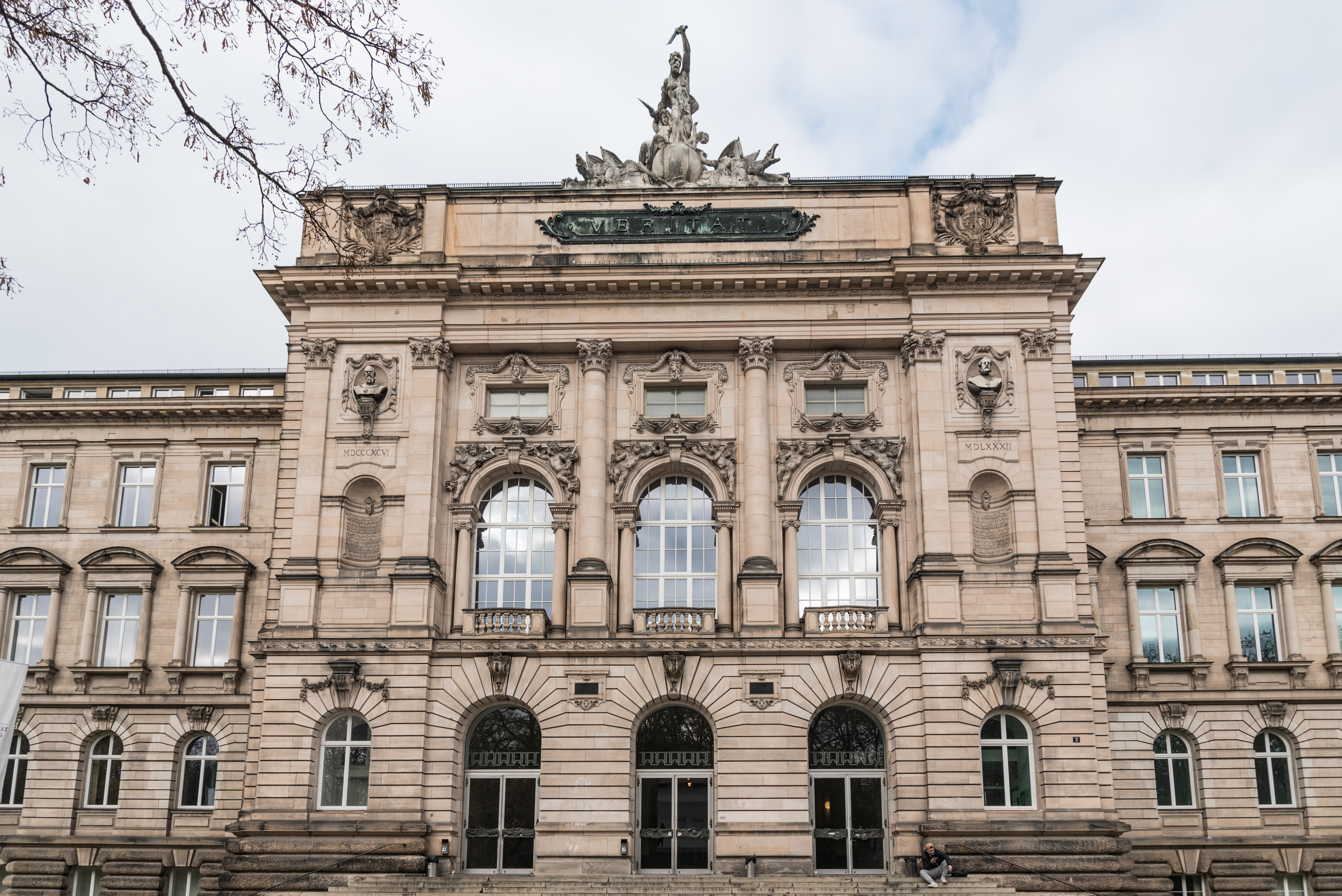
Здание Вюрцбургского университета

| Название                         | Оригинальное название                            | Расположение | Год основания | Студенты |
| -------------------------------- | ------------------------------------------------ | ------------ | ------------- | -------- |
| Гейдельбергский университет      | Ruprecht-Karls-Universität Heidelberg            | Гейдельберг  | 1386          | 29.689   |
| Кёльнский университет            | Universität zu Köln                              | Кёльн        | 1388/1919     | 49.387   |
| Эрфуртский университет           | Universität Erfurt                               | Эрфурт       | 1389/1994     | 5.598    |
| Вюрцбургский университет         | Julius-Maximilians-Universität Würzburg          | Вюрцбург     | 1403/1582     | 28.735   |
| Лейпцигский университет          | Leipzig Universität                              | Лейпциг      | 1409          | 26.772   |
| Ростокский университет           | Universität Rostock                              | Росток       | 1419          | 13.864   |
| Грайфсвальдский университет      | Ernst-Moritz-Arndt-Universität Greifswald        | Грайфсвальд  | 1456          | 10.414   |
| Фрайбургский университет         | Albert-Ludwigs-Universität Freiburg              | Фрайбург     | 1457          | 24.912   |
| Мюнхенский университет           | Ludwig-Maximilians-Universität München (LMU)     | Мюнхен       | 1472          | 51.420   |
| Тюбингенский университет         | Eberhard Karls Universität Tübingen              | Тюбинген     | 1477          | 28.035   |
| Майнцский университет            | Johannes Gutenberg-Universität Mainz             | Майнц        | 1477/1946     | 32.630   |
| Галле-Виттенбергский университет | Martin-Luther-Universität Halle-Wittenberg (MLU) | Галле        | 1502          | 19.319   |
| Марбургский университет          | Philipps-Universität Marburg                     | Марбург      | 1527          | 26.355   |
| Йенский университет              | Friedrich-Schiller-Universität Jena              | Йена         | 1558          | 18.010   |

## Список по землям Германии

### Баден-Вюртемберг
- Высшая школа музыки Карлсруэ
- Гейдельбергский университет
- Гогенгеймский университет
- Государственная академия художеств Карлсруэ
- Киноакадемия Баден-Вюртемберг
- Констанцский университет
- Мангеймский университет
- Пфорцхаймская высшая школа
- Технологический институт Карлсруэ
- Тюбингенский университет
- Ульмская школа дизайна
- Ульмский университет
- Университет Фуртвангена
- Фрайбургский университет
- Фрайбургская Высшая школа музыки
- Хайдельбергская высшая школа
- Штутгартская высшая техническая школа
- Штутгартская высшая школа музыки и театра
- Штутгартский университет

### Бавария
- Академия изобразительных искусств
- Аугсбургский университет
- Байройтский университет
- Бамбергский университет
- Военный университет Мюнхена
- Вюрцбургский университет
- Высшая школа кино и телевидения Мюнхена
- Деггендорфская высшая техническая школа
- Католический университет Айхштетт-Ингольштадт
- Мюнхенская академия художеств
- Мюнхенская бизнес-школа
- Мюнхенская высшая школа музыки и театра
- Мюнхенская высшая школа философии
- Мюнхенский институт иностранных языков и переводчиков
- Мюнхенский университет
- Мюнхенский технический университет
- Регенсбургский университет
- Украинский свободный университет
- Университет Пассау
- Университет Эрлангена — Нюрнберга

### Берлин
- Берлинская академия искусств
- Берлинская высшая школа музыки имени Эйслера
- Высшая школа прикладной экономики и коммуникации
- Берлинская высшая школа техники
- Берлинская высшая школа экономики и права
- Берлинский институт актёрского искусства
- Берлинский институт техники и экономики
- Берлинская католическая высшая школа KFB
- Берлинский технический университет
- Берлинский университет имени Гумбольдта
- Берлинский университет имени Штайнбайса
- Берлинский университет искусств
- Высшая школа коммерции
- Высшая школа социальной работы и социальной педагогики им. Алисы Саломон
- Евангелическая высшая школа социальной работы и социальной педагогики
- Европейская школа менеджмента и технологий
- Киноуниверситет Бабельсберг имени Конрада Вольфа
- Свободный университет Берлина
- Школа управления Hertie

### Бранденбург
- Высшая медицинская школа Бранденбурга имени Теодора Фонтане
- Европейский университет Виадрина
- Потсдамский университет
- Университет Фильма Бабельсберг
- Технический университет Бранденбурга
- Элштальская высшая школа теологии
- Бранденбургский университет прикладных наук

### Бремен
- Бременский университет
- Бременский университет Якобса
- Высшая школа искусств Бремена
- Высшая школа экономики и здравоохранения Аполлон
- Университет государственного управления Бремена

### Гамбург
- Гамбургская высшая школа музыки и театра
- Гамбургский университет Гельмута Шмидта
- Гамбургский университет
- Гамбургский университет «ХафенСити»
- Университет логистики Кюне
- Университет прикладных наук Гамбурга
- Технический университет Гамбурга-Харбурга

### Гессен
- Гессенский университет прикладных наук полиции и администрации
- Центр специального образования (Das geschlossene Zentrum der spezialausbildung)
- Гисенский университет
- Дармштадтский технический университет
- Марбургский университет
- Оффенбахский университет искусства и дизайна
- Университет Касселя
- Университет немецкого государственного страхования
- Университет прикладных наук имени Вильгельма Бухера
- Университет прикладных наук Рейн-Майн
- Университет прикладных наук Фульды
- Франкфуртский университет имени Иоганна Вольфганга Гёте
- Технический университет прикладных наук Среднего Гессена

### Мекленбург-Передняя Померания
- Висмарский университет прикладных наук технологии, бизнеса и дизайна
- Грайфсвальдский университет
- Нойбранденбургский университет прикладных наук
- Ростокский университет
- Штральзундский университет прикладных наук

### Нижняя Саксония
- Брауншвейгский технический университет
- Ганноверская Высшая медицинская школа
- Ганноверская Высшая школа музыки и театра
- Ганноверский университет
- Гёттингенский университет
- Клаустальский технический университет
- Ольденбургский университет имени Карла фон Осецкого
- Оснабрюкский университет
- Университет Люнебурга
- Университет Фехты
- Университет Хильдесхайма

### Рейнланд-Пфальц
- Майнцский университет
- Технический Университет Кайзерслаутерна
- Трирский университет
- Университет Кобленца-Ландау
- Фаллендарский Университет Философии и Теологии

### Саар
- Саарский университет

### Саксония
- Высшая школа изобразительных искусств
- Дрезденская Высшая школа музыки имени Карла Марии фон Вебера
- Дрезденский технический университет
- Лейпцигская высшая школа музыки и театра
- Лейпцигский университет
- Дрезденский Международный университет
- Фрайбергская горная академия
- Университет Ланкастера в Лейпциге
- Хемницкий технический университет

### Саксония-Анхальт
- Высшая школа искусств и дизайна им. Бурга Гибиченштейна
- Высшая школа церковной музыки Галле
- Галле-Виттенбергский университет
- Университет Анхальта
- Университет Отто фон Герике в Магдебурге

### Северный Рейн-Вестфалия
- Академия медиа-искусств Кёльна
- Билефельдский университет
- Боннский университет
- Вестфальский университет имени Вильгельма
- Высшая спортивная школа в Кёльне
- Высшая школа экономики и менеджмента Эссена
- Горный университет Вупперталя
- Детмольдская высшая школа музыки
- Дюссельдорфская академия художеств
- Дюссельдорфский университет имени Генриха Гейне
- Дюссельдорфский университет прикладных наук
- Зигенский Университет
- Кёльнская высшая школа музыки
- Кёльнский университет
- Международный университет прикладных наук Бад-Хоннеф
- Рейнско-Вестфальский технический университет Ахена
- Рурский университет
- Технический университет Дортмунда
- Университет Дуйсбурга — Эссена
- Университет Падерборна
- Хагенский заочный университет

### Тюрингия
- Веймарская Высшая школа музыки
- Веймарский Университет-Баухаус
- Йенский университет имени Фридриха Шиллера
- Технический университет Ильменау
- Эрфуртский университет

### Шлезвиг-Гольштейн
- Высшая школа музыки в Любеке
- Кильский университет
- Университет Любека
- Университет Фленсбурга